# Seniakovce
Seniakovce es un municipio del distrito de Prešov en la región de Prešov, Eslovaquia, con una población estimada a principio del año 2024 de 187 habitantes.
Se encuentra ubicado en el centro-sur de la región, en el valle del río Torysa (cuenca hidrográfica del río Tisza) y cerca de la frontera con la región de Košice.

## Demografía
| Año        | 1994 | 2004     | 2014     | 2024     |
| ---------- | ---- | -------- | -------- | -------- |
| Población  | 101  | 121      | 135      | 187      |
| Diferencia |      | +19,80 % | +11,57 % | +38,51 % |

| Año        | 2023 | 2024    |
| ---------- | ---- | ------- |
| Población  | 175  | 187     |
| Diferencia |      | +6,85 % |